# Сорокин, Андрей Пантелеевич
Андрей Пантелеевич Сорокин (1828, дер. Ченежа, Пудожский уезд, Олонецкая губерния — конец XIX века) — русский крестьянин, сказитель русских былин.

## Биография
Родился в деревне Ченежи близ Пудожа, на четвёртом десятке лет перебрался к тестю в деревню Новинка на Сумозере.
Научился сказывать былины в юном возрасте, живя на мельнице и перенимая сказания у приходивших туда крестьян. Приобрёл известность в достаточно раннем для сказителя возрасте: в 32 года о нём знали не только в окрестных деревнях, но и уездном городе Пудоже. Оказал влияние на олонецких сказителей следующих поколений, в том числе на И. Т. Фофанова и Г. А. Якушова.
В 1860—1870-х годах былины в его исполнении были записаны фольклористами П. Н. Рыбниковым и А. Ф. Гильфердингом. Последний оставил описание внешности сказителя: «43 лет, черноволосый, среднего роста, с небольшой бородкой <…> поёт весьма приятным голосом и складною, мерною речью былины, несмотря на то, что вовсе не соблюдает в них размера».
Всего в исполнении Сорокина было зафиксировано 11 былин в различных вариантах, в том числе «Садко», «Наезд литовцев», «Илья и Соловей», «Соломон и Василий Окулович». Вариант былины о Садко, записанный со слов Сорокина — наиболее полный из всех существующих.
А. Ф. Гильфердинг на основании слов самого сказителя считал Сорокина импровизатором, который постоянно изменял сюжеты и тексты исполняемых былин. Уже в советское время Ю. А. Новиков, проведя текстологический анализ, опроверг мнение Гильфердинга и показал, что былины в исполнении Сорокина «отличаются удивительной устойчивостью». При этом исследователь отнёс Андрея Пантелеевича к сказителям творческого склада, поскольку индивидуальные вкусы Сорокина достаточно сильно влияли на исполняемые им варианты былин. Среди присущих Сорокину особенностей Новиков отметил «повышенный интерес к социальным мотивам, бытовой обстановке, стремление к углубленным психологическим мотивировкам, детализации повествования (подчас даже в ущерб художественной цельности произведений)».
Умер в начале 1890-х годов.